# Arterias suprarrenales superiores
Las arterias suprarrenales superiores son arterias que se originan en la arteria frénica inferior y aportan sangre oxigenada a la glándula suprarrenal. No presentan ramas.

## Distribución
Se distribuyen hacia la glándula suprarrenal. Cada arteria suprarrenal superior (izquierda y derecha) es rama de la arteria frénica inferior en ese lado del cuerpo; ambas irrigan el diafragma.